# Persa Biobío

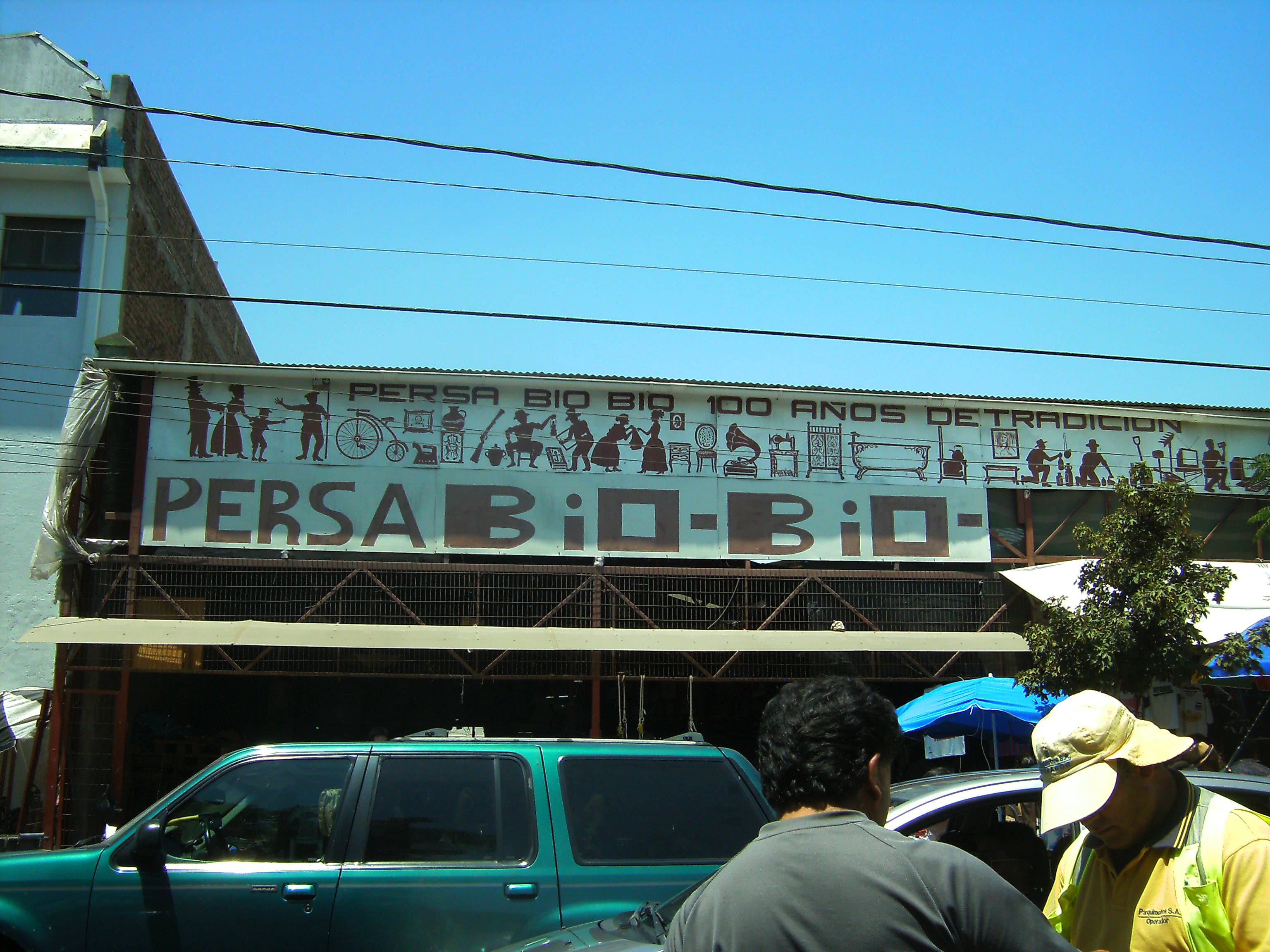
Um dos galpões existentes na área do Mercado Persa Bío-Bío

O Mercado Persa Biobío é uma grande feira livre e mercado de pulgas localizado no setor Sul de Santiago, Chile, conhecida por comercializar ampla diversidade de produtos novos, usados, decorações, utilidades domésticas, animais e antiguidades. Localizado no coração do Barrio Franklin, esta gigante aglomeração de toldos coloridos e armazéns históricos proporciona uma verdadeira experiência de imersão na cultura chilena.
O Persa Biobío é um excelente local para quem está em busca de produtos locais a baixo custo.  Na região é possível encontrar produtos que atendem a ampla diversidade de gostos e necessidades, desde itens básicos do dia a dia até verdadeiras relíquias e objetos únicos. Também há relatos da venda de mercadorias ilegais no entorno deste mercado de pulgas.

## Localização
Seu nome deriva da expressão chilena "mercado persa" a qual indica locais que efetuam a venda de produtos das mais diversas ordens, incluindo artesanatos, animais, roupas, ferramentas, artigos esportivos, utilidades domésticas e antiguidades raras.
Este mercado popular que atrai milhares de visitantes nos finais de semana, localiza-se no bairro Franklin e faz parte do circuito turístico de Santiago. O setor é atendido pelas linhas 2 e 6 do metrô de Santiago.

## Histórico

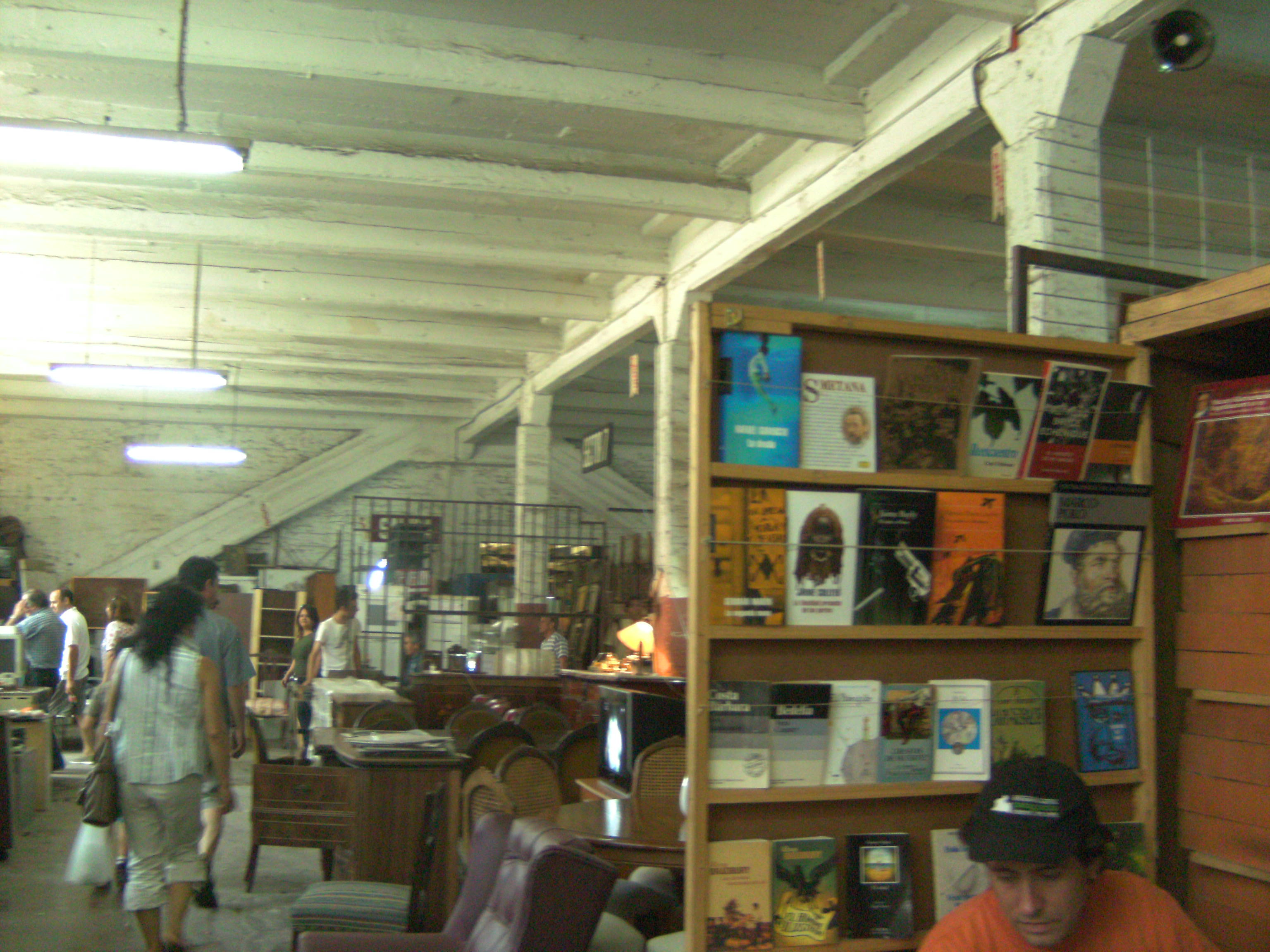
Antigo galpão industrial usado como ponto de venda de antiquidades na região do Persa Biobio

A história do Persa Biobío teve início nos anos 40, em um contexto de profunda crise econômica. A Grande Depressão da década de 30 havia deixado marcas profundas no Chile, e a Segunda Guerra Mundial agravou ainda mais a situação. Nesse cenário desafiador, o Barrio Franklin, onde o Persa Biobío se localiza, se tornou um refúgio para imigrantes em busca de oportunidades.
A crise econômica provocou o fechamento de fábricas na região. Os antigos galpões foram então ocupados por imigrantes que começaram a comercializar os mais diversos produtos, dando origem ao que se tornaria o atual mercado de pulgas.
O Persa Biobío rapidamente se tornou um ponto de encontro para a comunidade local, um lugar onde se podia encontrar de tudo, desde roupas e utensílios domésticos até antiguidades e produtos exóticos.
Ao longo das décadas, o Persa Biobío se consolidou como um espaço de efervescência cultural. Artistas, músicos, artesãos e intelectuais frequentavam o local, criando um ambiente vibrante e inspirador. O mercado se tornou um palco para diversas manifestações artísticas, desde apresentações musicais e teatrais até exposições de arte e feiras de artesanato.

## O comércio local
A variedade de produtos encontrados no Persa Biobío é bastante expressiva. Desde roupas e calçados até eletrônicos, antiguidades e obras de arte, é possível encontrar verdadeiras raridades a preços acessíveis. A seção de antiguidades, por exemplo, é um grande atrativo para os colecionadores, apresentando móveis antigos, discos de vinil, câmeras fotográficas e objetos de decoração que retratam a história chilena e mundial.
O Persa Biobío vai muito além da simples venda ou troca de produtos. É um espaço no qual a cultura e as artes chilenas se manifestam nas mais diversas formas. É comum a presença de músicos ambulantes realizando apresentações gratuitas ao vivo. A arte urbana também encontra seu espaço nas paredes e corredores do persa, com grafites e murais que retratam a história e a identidade do local.
A gastronomia também ocupa um lugar de destaque nas proximidades desta área comercial. Os visitantes podem saborear ampla variedade de pratos típicos chilenos, incluindo sanduíches completos, empanadas, ceviches, pastel de choclo e churrascos, preparados com ingredientes frescos e receitas tradicionais. Além disso, a influência dos imigrantes se faz presente em diversas opções de comida internacional existentes nos pequenos restaurantes da região, incluindo a gastronomia árabe e chinesa.

## Ver Também
- Bazar
- Brechó
- Nona Fernández ‎
- Sebo